# Thạnh Trị, Gò Công Tây
Thạnh Trị là một xã thuộc huyện Gò Công Tây, tỉnh Tiền Giang, Việt Nam.

## Địa lý
Xã Thạnh Trị có diện tích 14,26 km², dân số năm 1999 là 9.769 người, mật độ dân số đạt 685 người/km².